# Champignelles
Champignelles település Franciaországban, Yonne megyében. Lakosainak száma 896 fő (2022. január 1.). Champignelles Villeneuve-les-Genêts, Le Charme, Bléneau, Champcevrais, Saint-Privé, Tannerre-en-Puisaye, Villiers-Saint-Benoît és Charny Orée de Puisaye községekkel határos.

## Népesség
A település népességének változása:
| Lakosok száma | 1044 | 1042 | 1093 | 994  | 957  | 920  | 911  | 899  | 896  |
|               | 2013 | 2015 | 2016 | 2017 | 2018 | 2019 | 2020 | 2021 | 2022 |